# Leonor Espinoza
Pour les articles homonymes, voir Espinoza.
Leonoz Espinoza Carranza, née le 19 mars 1998 à Lima au Pérou, est une para-taekwondoïste péruvienne. Elle conquit la première médaille d'or en taekwondo de l'histoire des Jeux paralympiques en 2020.

## Carrière
En 2021, le para-taekwondo est introduit aux Jeux paralympiques. Leonor Espinoza concourt dans la catégorie des - 49 kg et devient la première championne paralympique de la discipline en battant la Turque Meryem Çavdar en finale. Elle est également la seule athlète péruvienne médaillée de ces Jeux.

## Palmarès
| Date | Compétition                    | Lieu    | Place |
| ---- | ------------------------------ | ------- | ----- |
| 2017 | Championnats du monde          | Londres | 5e    |
| 2019 | Championnats du monde          | Antalya | 9e    |
| 2019 | Championnats d'Amérique du Sud | Bari    | 2e    |
| 2019 | Jeux parapanaméricains         | Lima    | 1re   |
| 2021 | Jeux paralympiques             | Tokyo   | 1re   |
| 2024 | Jeux paralympiques             | Paris   | 1re   |